# ماریو مارانتسانا
ماریو مارانتسانا (ایتالیایی: Mario Maranzana؛ ‏ ۱۴ ژوئیهٔ ۱۹۳۰ – ۱۱ ژانویهٔ ۲۰۱۲) صداپیشه و بازیگر اهل ایتالیا بود.
از فیلم‌هایی که وی در آن نقش داشته‌است، می‌توان به دکامرون ممنوعه، مستأجر طبقه بالا، رسوایی در خانواده، خاله‌های دل‌انگیز، شب‌های داغ کالیگولا، پشت دیوارهای صومعه، خداحافظ، آقای چپیس، کریکت، بیوه دل‌ربا، دادرس ناحیه، زنان روستایی کم‌حرف و خانم کاملیا اشاره کرد.
وی در سال ۲۰۰۶ میلادی، برندهٔ نشان شایستگی جمهوری ایتالیا شد.